# تپه قاتقلی امام
تپه قاتقلی امام مربوط به سدهٔ ۱۲ و ۱۳ ه.ق است و در شهرستان درگز، بخش مرکزی، روستای خاخیان واقع شده و این اثر در تاریخ ۱۰ دی ۱۳۸۱ با شمارهٔ ثبت ۶۷۱۳ به‌عنوان یکی از آثار ملی ایران به ثبت رسیده است.